# José Muñoz Martín
José Muñoz Martín fue un cantaor flamenco de origen payo, nacido en Málaga en 1900 y fallecido en la ciudad argentina de Mendoza en 1969.
Era hijo del gran cantaor de Álora, El Pena Padre. Comenzó su vida artística a mediado de los años veinte, era la época de las Óperas Flamencas en las que el Pena Hijo participó activamente, hasta que comienza la guerra civil. Aunque en algunos carteles se le anunciaba como guitarrista acompañando a Paco el Minero, en 1927 ganó la Copa de Andalucía del gran Concurso de Cante celebrado en Sevilla. Este triunfo le dio impulso necesario para formar una compañía propia, donde pudo desarrollar su personal estilo de cante. Estando de gira en Francia, le sorprende la guerra civil en Marsella, motivo por el cual decide exiliarse a Argentina, de donde ya no regresaría a España. Triunfa en Buenos Aires realizando giras teatrales. A finales de los sesenta deja Buenos Aires para intentar mejorar su quebrantada salud instalándose en la ciudad de Mendoza, donde fallecería en 1969.

## Enlaces y Fuentes
- . El Arte del Flamenco.

- Datos: Q5944213